# Susanne Ledermann
Susanne Sanne Ledermann (Berlín, 7 de octubre de 1928-Auschwitz, 19 de noviembre de 1943) fue una joven judeoalemana, amiga de la infancia de Ana Frank durante la Segunda Guerra Mundial y víctima del Holocausto.

## Biografía
Susanne o «Sanne», como era llamada, era hija de Franz Ledermann, abogado y notario de Berlín, y de Ilse Citroën, ama de casa alemana, además de Barbara, su hermana mayor —casada posteriormente con el Premio Nobel de Medicina Martin Rodbell—, quienes emigraron todos a Ámsterdam, Países Bajos, en 1932, antes de que Adolf Hitler tomara el poder, temerosos de las persecuciones que se preveían desatarían los nazis en toda Alemania contra los judíos. 
En la capital neerlandesa, encontró muchos judíos inmigrantes con quienes se relacionó, entre ellos con Ana Frank, Margot Frank, quien fuera amiga de su hermana mayor, y con Hanneli Goslar. En 1940 cuando los alemanes invadieron Holanda, los estudiantes judíos tuvieron que reubicarse en liceos especiales. En junio de 1942, los nazis, como parte de la «solución final» planteada para eliminar a los judíos, empezaron a deportarlos hacia el Este. Franz Ledermann, el padre, decidió cumplir las leyes y mandatos del Consejo Judío y no se ocultó. Finalmente el 20 de junio de 1943, Susanne y sus padres fueron detenidos y enviados al campo de tránsito de Westerbork, donde lograron permanecer varios meses. Su hermana mayor, Barbara, no estaba en la residencia en Merwedeplein y logró ocultarse ayudada por la resistencia antinazi.
El 16 de noviembre de 1943, Franz, Ilse y Sanne Ledermann fueron deportados al campo de exterminio de Auschwitz, donde arribaron el 19 de noviembre y fueron seleccionados los tres directos hacia las cámaras de gas.